# Timsbury
Timsbury is een civil parish in het bestuurlijke gebied Bath and North East Somerset, in het Engelse graafschap Somerset met 2624 inwoners.